# Стадіо Адріатіко
«Стадіо Адріатіко» або «Стадіо Джованні Корнакіа» (італ. Stadio Adriatico-Giovanni Cornacchia) — багатофункціональний стадіон в Пескарі, Італія, домашня арена ФК «Пескара».
Стадіон відкритий у 1955 році. 1960 приймав футбольні матчі в рамках літніх Олімпійських ігор. У 2009 була проведена реконструкція стадіону в результаті підготовки до Середземноморських ігор. Також стадіон готувався як резервний до фінальної частини чемпіонату світу з футболу 1990 року.